# Vaginitis
La vaginitis es un proceso inflamatorio de la mucosa vaginal que por lo general suele acompañarse de un aumento en la secreción vaginal. Dicha inflamación es causada principalmente por la alteración del equilibrio de la flora vaginal que habitualmente está presente en la vagina y cuya función es la de regular el pH vaginal y con ello la presencia de bacterias y otros microorganismos en el epitelio vaginal. La etiología más frecuente de este tipo de inflamación es la infecciosa y los síntomas más frecuentes el aumento de la secreción o flujo vaginal intenso (leucorrea) y el prurito genital.

## Significado
La vaginitis puede ser asintomática, pero usualmente lleva a prurito vaginal e inflamación significativa. Si la causa es dada por un organismo infeccioso como Chlamydia, la infección progresa a través del útero hacia la trompa uterina y los ovarios. Una infección por Virus del Papiloma Humano (HPV)  puede incrementar el riesgo de carcinoma cervical.
La vaginitis es el nombre dado a cualquier inflamación o infección de la vagina. Es un problema ginecológico común que afecta a mujeres de todas las edades, casi todas las mujeres tendrán por lo menos una forma de vaginitis en el transcurso de sus vidas.

## Síntomas
Una mujer con esta condición puede tener picazón o ardor y puede notar una descarga vaginal. Los síntomas pueden variar de una mujer a otra, pero en general, los síntomas de la vaginitis son:
- Irritación o picazón del área genital.
- Inflamación (irritación, enrojecimiento causadas por la presencia de células inmunitarias adicionales) de los labios mayores, labios menores, o del área perineal.
- Descarga vaginal: flujo vaginal anormal.
- Olor vaginal penetrante.
- Incomodidad o ardor al orinar.
- Dolor/irritación durante la relación sexual.

## Causas
Las causas pueden ser diversas, aquí se explican algunas de ellas:

### Infección
Los tipos más comunes de vaginitis infecciosa se presentan en el 90 % de todos los casos en las mujeres en edad reproductiva y están representados por la siguiente tríada:
- La vaginitis por Tricomonas causada por el parásito Trichomonas vaginalis (un protozoario), que, a diferencia de los otros tipos de vulvovaginitis, se transmite a través de infección vaginal. Los síntomas más característicos son una secreción vaginal de aspecto verdoso o amarillento con un olor desagradable, comezón intensa, ardor y enrojecimiento de los genitales y dolor durante el coito. Si no se trata puede afectar al cuello uterino.
- La vaginitis por hongos, es llamada también candidiasis o moniliasis. La ocasiona el crecimiento excesivo de un hongo que normalmente está presente en la flora vaginal. La mayor parte de vaginitis por hongos son ocasionadas por la levadura Candida albicans, aunque también otras levaduras, como Candida glabrata, pueden ser el origen de la infección. Los síntomas más frecuentes son secreción vaginal lechosa espesa o con grumos y comezón o ardor a veces muy intenso que suele aumentar en el premenstruo. También pueden presentarse dolor con el coito, molestias al orinar y lesiones vulvares de aspecto rojizo.
- La vaginitis llamada vaginosis bacteriana se produce por un desequilibrio de la flora vaginal en la que predominan bacterias como Gardnerella vaginalis en detrimento de Lactobacillus (bacilo predominante en situación normal). Se suele producir una secreción vaginal blanca o grisácea, con mal olor (típicamente se suele decir que huele a pescado podrido). En este tipo de vaginitis no suele haber dolor con el coito. Se conocen distintos factores de riesgo para la vaginosis bacteriana: tener nuevos o múltiples compañeros sexuales, el uso de dispositivo intrauterino, tener una pareja de sexo femenino, la edad temprana en el inicio de las relaciones sexuales y las duchas vaginales. A pesar de ello, no se considera una enfermedad de transmisión sexual.

La mayoría de la población femenina actual en el mundo sufrió o sufrirá de vaginitis en sus distintos grados y tipos y en algunos casos estas vaginitis serán causadas por más de un germen (infecciones mixtas).
Otras infecciones menos comunes son causadas por Gonorrea, Chlamydia, Mycoplasma, Herpes, Campylobacter y algunos parásitos.

### Hormonas
La vaginitis hormonal incluye la vaginitis atrófica usualmente encontrada en las mujeres postmenopáusicas o postparto. Algunas veces puede ocurrir en mujeres jóvenes antes de la pubertad. En estas situaciones el aporte de estrógenos a la vagina es pobre.

### Irritación / alergia
La vaginitis irritante puede ser causada por alergias a los condones, espermicidas, jabones, perfumes, duchas vaginales, lubricantes y al semen. También puede ser causada por bañeras calientes, abrasión, tejidos, tampones o medicamentos tópicos.

### Cuerpos extraños
Los cuerpos extraños (por lo general tampones o condones retenidos) causan descargas vaginales de mal olor. El tratamiento consiste en la remoción, para lo cual los fórceps en anillo podrían ser útiles. No se necesitan tratamientos adicionales.

### Papel de las ITS
Las infecciones de transmisión sexual (ITS) pueden ser una causa de descarga vaginal. Las pruebas para Chlamydia y gonorrea deben realizarse cada vez que una adolescente sexualmente activa manifiesta tener descarga vaginal incluso cuando el cérvix no presenta síntomas o signos de padecimiento alguno.

## Descarga
El color de la descarga, puede ser predictivo sobre el agente etiológico. 
- La Vaginitis por Candida o Candidiasis usualmente causa una descarga vaginal acuosa, blanca, similar a requesón y escozor. La descarga es irritante para la vagina y la piel circundante.
- Las vaginitis atróficas (o «Vaginitis Seniles») usualmente causan una descarga vaginal escasa sin olor, vagina seca y relaciones sexuales dolorosas. Estos síntomas son debidos usualmente a hormonas disminuidas durante y después de la menopausia.
- La vaginosis bacteriana por agentes como Gardnerella usualmente causa una descarga con un olor similar al pescado. Está asociada con prurito e irritación, pero no produce dolor durante las relaciones sexuales.
- La vaginitis por Trichonomas producida por Trichomonas vaginalis puede causar una descarga profusa con olor similar al pescado, dolor al orinar, relaciones sexuales dolorosas, e inflamación en los genitales externos.
- El herpes aparece usualmente como ampollas llenas de líquido sobre la región genital, cerca de una semana después de la infección. Hay hinchazón, glándulas inflamadas, y fiebre. Las ampollas son extremadamente dolorosas y sanan al cabo de unas tres semanas. Sin embargo, el herpes es usualmente una infección externa y no se encuentra en la categoría de las vaginitis.

Las mujeres que tienen diabetes frecuentemente desarrollan vaginitis, con frecuencia por Candida albicans más que las mujeres que no presentan la enfermedad.

## Diagnóstico
El diagnóstico de la infección suele ser rápido y sencillo. Además de referir los síntomas asociados a la infección, será suficiente para obtener el diagnóstico realizar una exploración ginecológica simple y tomar una muestra de secreción vaginal para observar en el microscopio y para determinar su pH. Otra técnica que se utiliza frecuentemente es el cultivo de dicha muestra.

## Complicaciones
- Incomodidad persistente.
- Infección cutánea superficial (debido al rascado).
- Complicaciones en la condición causal (como en la infección por Gonorrea y Candida).

## Tratamiento
El tratamiento también suele ser sencillo. En muchos casos podrá realizarse con óvulos o comprimidos de uso tópico (se insertan directamente en la vagina). En algunos casos es necesario el tratamiento con fármacos vía oral. Únicamente en el caso de la vaginitis por Trichomonas está indicado el tratamiento también a la pareja sexual de la paciente, acción que no se realiza en otros casos de vaginitis infecciosa.
Si una reacción alérgica está involucrada, un antihistamínico también podría ser prescrito. Para las mujeres que tienen irritación e inflamación causadas por niveles bajos de estrógenos (postmenopausia), una crema tópica con estrógenos de aplicación nocturna podría ser prescrita. Además existen las cremas que se insertan por fuera de la zona vaginal

## Prevención
Prevenir la vaginitis por comodidad, la más común de las vaginitis, comienza con una buena higiene: secándose completamente después del baño, llevando ropa interior de algodón y ropas que no sean ajustadas, limpiarse correctamente con el papel higiénico (las mujeres deben limpiarse siempre de adelante hacia atrás para evitar introducir bacterias de la zona del recto a la de la vagina).
Las duchas vaginales no están recomendadas, pues predisponen a la vaginitis, al alterar el balance normal del medio vaginal.
La prevención de la vaginitis bacteriana incluye las dietas y conductas saludables, así como reducir el estrés, ya que todos estos factores pueden afectar el equilibrio del pH de la vagina. El consumo de bacterias beneficiosas en los productos, como el yogur, el chucrut y kimchi, o simplemente a través de los suplementos probióticos, puede reducir la probabilidad de desarrollar vaginitis debido a los antibióticos.
La prevención de la tricomoniasis gira en torno a los procedimientos de sexo seguro, como por ejemplo el uso del condón.